# 安哥拉民主人民共和国
安哥拉民主人民共和国（葡萄牙語：República Popular Democrática de Angola），也被称为自由安哥拉或安哥拉自由土地，是安哥拉内战时期与安哥拉人民共和国对立的一个未受国际普遍承认的政权。
1975年11月11日，该政权由安哥拉民族解放阵线和争取安哥拉彻底独立全国联盟在万博宣布成立，当时安哥拉刚独立不久。到1976年2月，安哥拉民族解放阵线的部队已经基本被安哥拉人民解放运动领导的安哥拉解放人民武装力量击败。该政权最初受到毛主义和中国革命的启发，其纲领中明确提到要建设社会主义，但后来转向反共立场。最初，该政权得到中华人民共和国的支持；后来，又得到南非和美国的支持。